# العلاقات الليختنشتانية المالطية
العلاقات الليختنشتانية المالطية هي العلاقات الثنائية التي تجمع بين ليختنشتاين ومالطا.

## مقارنة بين البلدين
هذه مقارنة عامة ومرجعية للدولتين:
| وجه المقارنة                                              | ليختنشتاين                                 | مالطا                                                     |
| --------------------------------------------------------- | ------------------------------------------ | --------------------------------------------------------- |
| المساحة (كم2)                                             | 16                                         | 316                                                       |
| عدد السكان (نسمة)                                         | 37.47 ألف                                  | 465.29 ألف                                                |
| الكثافة السكانية (ن./كم²)                                 | 234.19 ألف                                 | 147.24 ألف                                                |
| العاصمة                                                   | فادوتس                                     | فاليتا                                                    |
| اللغة الرسمية                                             | اللغة الألمانية                            | اللغة المالطية، لغة إنجليزية                              |
| العملة                                                    | فرنك سويسري                                | يورو، ليرة مالطية                                         |
| الناتج المحلي الإجمالي (بليون دولار)                      | 6.29 مليار                                 | 12.54 مليار                                               |
| الناتج المحلي الإجمالي (تعادل القوة الشرائية) بليون دولار |                                            | 14.68 مليار                                               |
| الناتج المحلي الإجمالي الاسمي للفرد دولار أمريكي          |                                            | 22.60 ألف                                                 |
| الناتج المحلي الإجمالي للفرد دولار أمريكي                 |                                            |                                                           |
| مؤشر التنمية البشرية                                      | 0.908                                      | 0.839                                                     |
| رمز المكالمات الدولي                                      | +423                                       | +356                                                      |
| رمز الإنترنت                                              | .li                                        | .mt                                                       |
| المنطقة الزمنية                                           | توقيت وسط أوروبا، ت ع م+01:00، ت ع م+02:00 | توقيت وسط أوروبا، ت ع م+01:00، ت ع م+02:00، أوروبا/مالطا ‏ |

## منظمات دولية مشتركة
يشترك البلدان في عضوية مجموعة من المنظمات الدولية، منها:
| علم المنظمة | اسم المنظمة                    | تاريخ انضمام ليختنشتاين | تاريخ انضمام مالطا |
| ----------- | ------------------------------ | ----------------------- | ------------------ |
|             | الاتحاد البريدي العالمي        | ?                       | ?                  |
|             | منظمة حظر الأسلحة الكيميائية   | ?                       | ?                  |
|             | منظمة التجارة العالمية         | ?                       | ?                  |
|             | الأمم المتحدة                  | 18 سبتمبر 1990          | 1 ديسمبر 1964      |
|             | منظمة الشرطة الجنائية الدولية  | ?                       | ?                  |
|             | الاتحاد الدولي للاتصالات       | 25 يوليو 1963           | 1965               |
|             | مجلس أوروبا                    | ?                       | ?                  |
|             | منظمة الأمن والتعاون في أوروبا | 25 يونيو 1973           | 25 يونيو 1973      |

## وصلات خارجية
- موقع وزارة الخارجية المالطية